# Stop Being Greedy
"Stop Being Greedy" второй сингл рэпера DMX из его дебютного альбома, It’s Dark and Hell Is Hot, выпущен в 1998 году. Дебютировал под 79-м номером на Billboard Hot 100 в США.

## Информация

### Производство
Инструментал песни был произведён P.K.. "Stop Being Greedy" вошёл в дебютный альбом DMX, It’s Dark and Hell Is Hot. В песне описываются два образа, первый это человек со спокойным голосом, не предвещающий беды, второй человек это тёмная сторона с сердитым и жёстким голосом, предсказывает неприятности и беды и другие негативные жизненные факты.

### Лирика
Песня содержит упоминания про насилие и стресс, которые являются факторами гнева DMX, который проявляется из-за людей, которые являются жадными и безжалостными и которые не хотят помогать людям, когда те нуждаются в помощи.

### Музыкальное видео
Клип был снят в городе Честер, штат Нью-Йорк в тех местах где находится старый банк MSB и Glenmere mansion.

### Семплы
- Семплом послужила песня "My Hero Is a Gun" (исп.Дайана Росс) из фильма Mahogany.

## Позиции в чартах
| Чарт                                            | Позиция |
| ----------------------------------------------- | ------- |
| U.S. Billboard Hot 100                          | 79      |
| U.S. Billboard Hot R&B/Hip-Hop Singles & Tracks | 45      |